# Renze
Der Kreis Renze (chinesisch 任泽区, Pinyin Rènze qū) ist ein Stadtbezirk der chinesischen bezirksfreien Stadt Xingtai, Provinz Hebei. Er hat eine Fläche von 431 km² und zählt 390.000 Einwohner (Stand: 2022). Sein Hauptort ist die Großgemeinde Rencheng (任城镇,  Rènchéng Zhèn). 
Ab 1993 war Renze unter dem Namen Ren ein Kreis der bezirksfreien Stadt Xingtai (任县,  Rèn Xiàn). Mit Beschluss des Staatsrats vom 23. Juni 2020 wurde der Kreis Ren in Renze umbenannt.
Im Jahr 2022 erzielte der Bezirk Renze ein Bruttoregionalprodukt von 742.695.000 Yuan, ein verfügbares Einkommen der Stadtbewohner von 34.676 Yuan und ein verfügbares Einkommen der Landbewohner von 18.469 Yuan.

## Administrative Gliederung
Auf Gemeindeebene setzt sich der Kreis aus drei Großgemeinden und fünf Gemeinden zusammen. 